# Stammesgebiete unter Bundesverwaltung

Karte der Stammesgebiete und Khyber Pakhtunkhwas (bis 2018):
Stammesgebiete unter Bundesverwaltung (FATA)
Khyber Pakhtunkhwa (ehemals NWFP)

Die Stammesgebiete unter Bundesverwaltung, (paschtunisch وسطي قبایلي سیمې، منځنۍ پښتونخوا; Urdu وفاقی منتظم شدہ قبائیلی علاقہ جات) auch mit Federally Administered Tribal Areas oder kurz FATA bezeichnet, waren ein pakistanisches Sonderterritorium, das die pakistanische Regierung praktisch nach ihrer Staatsgründung 1947 von den Briten übernommen hatte. Die Stammesgebiete unter Bundesverwaltung und die Provinz Khyber Pakhtunkhwa wurden von den Afghanen Ost-Afghanistan oder auch Paschtunistan genannt.
Am 2. März 2017 gab die pakistanische Regierung unter Premierminister Nawaz Sharif ihre Absicht bekannt, die Stammesgebiete schrittweise in die angrenzende nordwestliche Provinz Khyber Pakhtunkhwa einzugliedern. Die Eingliederung sollte etwa 5 Jahre dauern. Die Befürworter eines solchen Schritts versprachen sich von dem Schritt eine bessere wirtschaftliche und kulturelle Entwicklung der zurückgebliebenen Region. Gegner der Reform sprachen von einer Einschränkung der bisherigen Freiheiten der Bewohner. Nachdem die Nationalversammlung von Pakistan am 24. Mai 2018 für eine Zusammenlegung der Stammesgebiete mit der Provinz Khyber Pakhtunkhwa gestimmt hatte und dies von deren Provinzversammlung am 27. Mai 2018 bestätigt worden war, unterzeichnete Präsident Mamnoon Hussain am 31. Mai 2018 das Änderungsgesetz, mit dem das Territorium aufgelöst wurde.
In den Gebieten leben Paschtunen, jene Ethnie, die auch in Afghanistan die größte ethnische Gruppe darstellt. Teile der ehemaligen Stammesgebiete sind unter Kontrolle von al-Qaida und den pakistanischen Taliban.

## Verwaltungsgliederung
Die Verwaltung der Stammesgebiete unterschied zwei Kategorien, die von der Größe und der Bevölkerungshöhe abhängig waren. Die Gebiete der Kategorie „Agency“ hatten einen eigenen Verwaltungssitz und genossen größere Autonomie. Die Gebiete der Kategorie Adjoining Tribal Areas (deutsch: Benachbarte Stammesgebiete) wurden aus der jeweiligen Distrikthauptstadt in Khyber Pakhtunkhwa verwaltet, nach denen sie auch benannt waren:
| Tribal Agency                              | km²   | Einwohnerzahl (2000) | Verwaltungssitz |
| Bajaur Agency                              | 1.290 | 596.700              | Khar            |
| Khyber Agency                              | 2.576 | 534.400              | Peschawar       |
| Kurram Agency                              | 3.380 | 441.600              | Parachinar      |
| Mohmand Agency                             | 2.296 | 331.600              | Ghallanay       |
| North Waziristan Agency                    | 4.707 | 357.900              | Miranshah       |
| Orakzai Agency                             | 1.538 | 223.900              | Kalaya          |
| South Waziristan Agency                    | 6.620 | 413.900              | Wana            |
| Adjoining Tribal Area (Frontier Region)    |       |                      |                 |
| Tribal Area Adj. Bannu District            | 0.745 | 019.600              | Bannu           |
| Tribal Area Adj. Dera Ismail Khan District | 2.008 | 039.400              | D.I.Khan        |
| Tribal Area Adj. Kohat District            | 0.446 | 090.800              | Kohat           |
| Tribal Area Adj. Lakki Marwat District     | 0.132 | 007.000              | Lakki           |
| Tribal Area Adj. Peshawar District         | 0.261 | 053.900              | Peschawar       |
| Tribal Area Adj. Tank District             | 1.221 | 027.300              | Jandola         |

## Geographie
Die Stammesgebiete grenzten an die Provinzen Khyber Pakhtunkhwa (Osten), Punjab (Südosten) und Belutschistan (Süden) sowie an Afghanistan (Westen).

## Bevölkerung und Politik
Nach der Volkszählung von 1998 sprachen 99,1 % Paschtunisch als Muttersprache. 99,4 % waren muslimischen Glaubens. Die Alphabetisierung lag bei 30 % bei den Männern und nur 3 % bei den Frauen. Bis 2008 waren die Provinzen Bajaur und Nordwasiristan in der Gewalt von al-Qaida, während die pakistanischen Taliban in Südwasiristan die Oberhand hatten.
Die Stammesgebiete waren das Hauptzielgebiet der von der CIA durchgeführten Drohnenangriffe in Pakistan.